# Маргаритовка (река)
Маргари́товка — река в Ольгинском районе Приморского края России.
До переименования в 1972 году разные участки реки носили собственные названия — Пфусунг, Тубаца и Вангоу
.
Исток на восточном склоне горы Перевальная (на стыке бассейнов рек Маргаритовка, Извилинка и Аввакумовка), впадает в бухту Моряк-Рыболов Японского моря у одноимённого посёлка.
Населённые пункты на реке, сверху вниз: Щербаковка, Бровки, Маргаритово, Моряк-Рыболов.
Длина реки — 66 км, площадь водосборного бассейна — 964 км², общее падение реки 1040 м.
Река прорезает отроги Сихотэ-Алиня. В верхнем течении протекает по узкой и глубокой долине. В районе впадения реки Малая Маргаритовка долина расширяется до 2 км. В среднем течении между селом Щербаковка и селом Бровки долина снова сужается, местами до 0,3 км в районе впадения ключа Междускальный. В нижнем течении долина расширяется до 2,6 км.
Устье реки — небольшой лиман, отгороженный от моря высокой каменистой косой, в который заходят малые рыболовные суда.
Основные притоки реки: Малая Маргаритовка (правый, длина 21 км), Лиственная (правый, длина 24 км), Петропавловка (левый, длина 17 км).
В летнее время часты паводки, вызываемые интенсивными продолжительными дождями. В зимнее время на реке часто бывают проталины в местах подпитки грунтовыми водами.